# Americana Group
Die Kuwait Food Company (arabisch الشركة الكويتية للأغذية, DMG aš-Šarika al-kuwaitiyya li-l-aġḏiya), firmierend als Americana Group (أمريكانا Amrīkānā), ist ein kuwaitisches Lebensmittelunternehmen mit Hauptsitz in Schardscha. Es vertreibt Lebensmittelprodukte in der gesamten Region des Nahen Ostens und Nordafrikas. Die Americana Group vertreibt Lebensmittel und hat Fastfood-Restaurants in den Ländern Marokko, Ägypten, Libanon, Kasachstan, Irak, Jordanien, Kuwait, Saudi-Arabien, Katar, Bahrain, Vereinigte Arabische Emirate und dem Oman.
Das Unternehmen beschäftigt ca. 60.000 Mitarbeiter und betreibt rund 1800 Filialen, der Umsatz beträgt ca. 3 Milliarden $. Es wurde in den 1970er Jahren in Kuwait gegründet und wuchs zu einem der größten Fast-Food Anbieter im Nahen Osten. Das Unternehmen war von 1984 bis 2017 am Kuwait Stock Exchange.

## Marken (Auswahl)
- Krispy Kreme
- Costa Coffee
- Baskin-Robbins
- Pizza Hut
- Hardee’s
- Red Lobster
- Kentucky Fried Chicken